# Thurgauer Jahrbuch
Das Thurgauer Jahrbuch war ein Schweizer Periodikum, das sich mit Themen aus dem Kanton Thurgau befasste. Es erschien erstmals 1927 und letztmals 2010.

## Geschichte
Der Begründer und erste Herausgeber Ernst Rieben wurde 1881 in Aarberg geboren und erlernte den Beruf des Schriftsetzers. Er gab 1925 erstmals das Kreuzlinger Neujahrbuch heraus, dem im Jahr 1926 ein zweites folgte. 1927 gab er dem Heft den neuen Namen Thurgauer Jahrbuch. In der Folge erweiterte Rieben die Beiträge mit thurgauischen Themen, führte die Thurgauer Chronik ein und brachte Nachrufe auf thurgauische Persönlichkeiten. Rieben führte das Thurgauer Jahrbuch bis 1934 und verstarb 1954 an seinem Wohnort in Kreuzlingen.
Sein Nachfolger wurde der ehemalige Kantonsbibliothekar und Staatsarchivar Julius Rickenmann, der das Thurgauer Jahrbuch bei W. Kaufmann-Furrer in Müllheim drucken liess. 1936 wurde es vom Frauenfelder Verlag Huber & Co. übernommen. Dino Larese übernahm 1949 die Redaktion und führte sie bis 1962. Im Frühjahr 1998 wurde Hans Ruedi Fischer (* 1942) vom Verlag Huber als Herausgeber verpflichtet.
Im Rahmen der Arbeiten für das Historische Lexikon der Schweiz erstellte das Staatsarchiv Thurgau ein alphabetisch aufgebautes Hauptregister für das Thurgauer Jahrbuch.